# ابراهیم بوطیب
ابراهیم بوطیب (عربی: مولای ابراهیم بوطیب؛ زادهٔ ۱۵ اوت ۱۹۶۷) دونده دو استقامت و دونده دو نیمه‌استقامت اهل مراکش است. از افتخارات وی میتوان وی می‌توان به کسب مدال طلا دو ۱۰۰۰۰ متر در بازی‌های المپیک تابستانی ۱۹۸۸ اشاره کرد.